# Colegio Mayor Miraflores
El Colegio Mayor Miraflores es un Colegio Mayor universitario masculino, adscrito a la Universidad de Zaragoza, fundado en Zaragoza en 1950, y promovido por la Prelatura Opus Dei.

## Orígenes
Miraflores fue promovido por Josemaría Escrivá de Balaguer, aragonés fundador del Opus Dei, que quería que en Zaragoza hubiese también un Colegio Mayor para favorecer la cultura de los universitarios. En octubre de 1950 se construyó en lo que entonces eran las afueras de la ciudad. Posteriormente, la zona forma parte del centro de la ciudad: la calle San Vicente Mártir n.º 7. 
El Colegio Mayor dispone de 64 plazas. A lo largo de los años han residido en él unos 1.700 estudiantes aproximadamente.
El 26 de julio de 1954 se alojó en Miraflores y celebró la Santa Misa al día siguiente, el Cardenal Roncalli, entonces Patriarca de Venecia y que en 1958 sería elegido Papa con el nombre de Juan XXIII. Pasó por Zaragoza con motivo de una peregrinación a Santiago de Compostela.

## Los años 50
Poco antes del inicio de la década de los cincuenta, Escrivá encargó al pequeño grupo de personas del Opus Dei que vivían en Zaragoza en la calle Baltasar Gracián que comenzaran a trabajar para construir un Colegio Mayor Universitario en la ciudad.
Escrivá estuvo siempre detrás del proyecto. Además, en este caso, Zaragoza había sido su ciudad universitaria, civil y eclesiástica y la Basílica del Pilar, la iglesia de su primera Misa. Él tenía la ilusión de que hubiese en la capilla un retablo de alabastro, como es tradicional en Aragón, pero no se encontró a ningún artista para hacerlo. Finalmente se encargó al pintor José Alzuet que pintara una alegoría de la venida de la Virgen del Pilar a Zaragoza detrás del altar, que ya estaba terminado según un dibujo de José Borobio.
Los arquitectos fueron Regino y José Borobio. Las obras fueron muy deprisa gracias a José Sinués Urbiola, entonces Director de la Caja de Ahorros de Zaragoza, Aragón y Rioja -posteriormente Ibercaja-. Otras personas que contribuyeron fueron los miembros del primer Patronato de Gobierno: Manuel Albareda, Cesáreo Alierta, Manuel Balet, Juan Antonio Cremades Royo, Luis Gómez Laguna y José Manuel Casas Torres, primer director del Colegio Mayor.
El 10 de octubre de 1950 comenzó a funcionar el Colegio Mayor. La inauguración oficial tuvo lugar el 20 de abril de 1951, en un acto presidido por el entonces ministro de Educación José Ibáñez Martín, y al que asistieron las autoridades académicas y civiles de la ciudad.

## La cultura en los 60
Mariano del Castillo asumió la dirección entre 1964 y 1970.

## La convivencia familiar en los 70
En 1965 la planta baja de Miraflores estaba en obras para hacer un salón de actos. El director era Gustavo Elorza.

## Los 90
En Miraflores hubo una remodelación: se cerró durante el curso 95-96 para cambiar las habitaciones triples por individuales. Cambiaron también todos los baños, que se hicieron nuevos. Con esta reforma se perdieron algunas plazas: se pasó de 78 a 64. 
También se cambió el salón de actos. Las viejas butacas de madera fueron sustituidas por otras más actuales, y las viejas cortinas naranjas se cambiaron por unas en gris y azul. Se cerró la última puerta de persiana metálica que quedaba, y se ganó una zona para hacer dos salas de visitas. La Sala de Ordenadores cambió los viejos Macintosh por Pc, y a finales de los 90 llegó la conexión a internet. Al principio se hacía con un módem y un teléfono de tarjetas. Posteriormente llegó la conexión permanente.

## Año 2000 y posteriores
En el curso 2000-2001 se celebró el 50.º aniversario del Colegio, con la asistencia de muchos antiguos residentes. También se regaló un manto a la Virgen del Pilar.